# Macrolenes dentipes
Macrolenes dentipes ist ein Käfer aus der Familie der Blattkäfer und der Unterfamilie der Fallkäfer (Cryptocephalinae).

## Merkmale des Käfers
Die länglich-ovalen Käfer sind 5–8 mm lang. Kopf und Thorax sind orange während der Hinterleib schwarz gefärbt ist. Der Kopf ist lediglich unterhalb der Fühlerbasis orange. Die Art weist einen Sexualdimorphismus auf. Der Halsschild der Weibchen ist nahe der Basis am breitesten und verjüngt sich nach vorne hin. Bei den Männchen ist der Halsschild mehr gerundet, die maximale Breite erreicht dieser etwa auf halber Länge. Die Männchen besitzen verlängerte Vorderbeine. Ihre vorderen Femora sind verbreitert und weisen nahe dem apikalen Ende einen spitzen nach vorne gerichteten Zahn auf. Die Femora und Tibien beider Geschlechter besitzen eine dunkle Hinterkante sowie eine orange gefärbte Innenseite. Die Tarsen sind schwarz. Die Fühler sind an der Basis orange und verdunkeln sich zu den Enden hin. Die Flügeldecken sind orange gefärbt und weisen einen nahe der Basis gelegenen Schulterfleck sowie einen Fleck auf etwa zwei Drittel Länge auf. Abhängig vom Geschlecht und der Varietät sind die Flecke unterschiedlich stark ausgeprägt und können auch fehlen.
Es werden zwei Varietäten unterschieden:
- Macrolenes dentipes var. humeralis Vitale – Flecke auf den Flügeldecken nur angedeutet
- Macrolenes dentipes var. transversa Depoli – deutliche großflächige Flecke auf den Flügeldecken; die hinteren Flecke verschmelzen bei den Weibchen beinahe zu einem Querband

## Ähnliche Arten
- Macrolenes bellieri – abweichende Beinfärbung
- Tibutoea macropus – abweichende Beinfärbung; keine stark verbreiterten Vorder-Femora bei den Männchen

## Verbreitung
Macrolenes dentipes besitzt ein holomediterranes Verbreitungsgebiet. Das Vorkommen reicht von der Iberischen Halbinsel im Westen bis in den Nahen Osten. Die Art kommt entlang der nördlichen und der südlichen Mittelmeerküste sowie auf mehreren Mittelmeerinseln wie den Balearen, Sizilien und den griechischen Inseln einschließlich Kreta vor.

## Lebensweise
Die Käfer beobachtet man insbesondere im Juni und Juli. Die Weibchen legen ihre Eier in größeren Paketen (20 Eier oder mehr) an Blättern und Stängeln ihrer Wirtspflanzen ab. Zu diesen zählt der Mastixstrauch (Pistacia lentiscus) sowie die Meerträubel-Art Ephedra fragilis. Die Eier sind tonnenförmig und braun. Es kommt gelegentlich zu einem Massenauftreten der Käfer, was die Entlaubung einiger Wirtspflanzen zur Folge hat. Oft beobachtet man Erzwespen der Familie Trichogrammatidae, wie Bloodiella andalusiaca, am hinteren Ende der Flügeldecken von Weibchen, die sich kurz vor der Eiablage befinden. Die Erzwespen sind Eiparasitoide. Die  Käferart weist ähnlich zu vielen anderen Vertretern der Fallkäfer eine Bindung zu Ameisen (Myrmekophilie) auf. Die Käfer werden häufig in der Nähe von Ameisennestern beobachtet.

## Etymologie
Das Art-Epitheton dentipes leitet sich aus dem Lateinischen ab und bezieht sich auf die mit einem Zahn versehenen männlichen vorderen Femora.

## Synonyme
In der Literatur finden sich folgende Synonyme:
- Clytra dentipes Olivier, 1808: 857 – ursprüngliche Namenskombination
- Cryptocephalus bimaculatus Rossi, 1790: 91 nec Fabricius, 1781: 141
- Cryptocephalus ruficollis Fabricius, 1792: 61 nec Fabricius, 1775: 109
- Macrolenes ruficollis (Fabricius, 1792)